# دانی رابینسون
دانی رابینسون (انگلیسی: Donny Robinson؛ زادهٔ ۱۷ ژوئن ۱۹۸۳) دوچرخه‌سوار اهل ایالات متحده آمریکا است.
از افتخارات وی میتوان به کسب مدال برنز دوچرخه‌سواری بی‌ام‌اکس در بازی‌های المپیک تابستانی ۲۰۰۸ اشاره کرد.